# Kirk MacDonald
Kirk MacDonald (* 2. října 1959 Sydney) je kanadský jazzový hudebník a skladatel. Hraje na saxofon. Byl nominován na čtyři Juno Awards, přičemž jeho album The Atlantic Sessions získalo v roce 1999 Juno Award za nejlepší mainstreamové jazzové album.
Vystupoval na více než čtyřiceti albech jako leader a sideman a podílel se na nahrávkách celostátního vysílání pro CBC Radio. Kromě rozsáhlých koncertních vystoupení v Kanadě účinkoval v USA, Francii, Španělsku, Itálii, Holandsku, Monaku, Austrálii, Koreji, na Bermudách a na Bahamách.
Pracoval s Walterem Bishopem Jr., Johnem Claytonem, Rosemary Clooneyovou, Brianem Dickinsonem, Glennem Ferrisem, Sonny Greenwichem, Eddiem Hendersonem, Patem LaBarberou, Lorne Lofsky, Haroldem Mabernem, Ronem McClureem, Jimem McNeelyem, Vince Mendozou, Jamesem Moodym, Bobem Moverem, Phil Nimmons, Sam Noto, Chris Potter, Bernie Senensky, Mike Stern, John Taylor, Kenny Wheeler, André White a Humber College Faculty Ensemble.
Jako skladatel nahrál přes padesát svých skladeb. Jeho skladby byly aranžovány pro velké soubory kanadskými a americkými aranžéry. Působí jako pedagog téměř 25 let na kolejích a univerzitní úrovni.

## Diskografie

### Jako leader nebo sólista
- Juno Award, Best Mainstream Jazz Album, The Atlantic Sessions, 1999
- Juno Award nomination, Best Mainstream Jazz Album, New Beginnings, 2001
- Album of the Year, Jazz Report Awards, The Atlantic Sessions, 1999
- Tenor Saxophonist of the Year, Jazz Report Awards, 1999
- National Jazz Awards nomination, Saxophonist of the Year, 2005–2007
- Saxophonist of the Year, Now magazine, 2007
- Martyn Lynch–Staunton Award, Canada Council, 2009
- Winner, Concours International de Soliste de Jazz, Monaco, 2002